# Cityring (Herning)
 For alternative betydninger, se Cityring. (Se også artikler, som begynder med Cityring)
Cityring O er en indre ringvej, der går rundt om Herning Centrum.
Vejen består af Dronningens Boulevard (rute 195) – Fredensgade – Møllegade – Rolighedsvej – Nygade – Kampmannsgade – Østergade – Fonnesbechsgade og ender til sidst i Dronningens Boulevard (rute 195) igen.
Cityringen tager meget af trafikken, der skal ind til Hernings bycentrum, men er også en gevinst for de handlende så der ikke kommer så meget gennemkørende trafik ind gennem midtbyen. 
|  | Denne artikel om en bygning eller et bygningsværk kan blive bedre, hvis der indsættes et (bedre) billede. Du kan hjælpe ved at afsøge Wikimedia Commons for et passende billede eller lægge et op på Wikimedia Commons med en af de tilladte licenser og indsætte det i artiklen. |

| Trafik | Spire Denne trafikartikel er en spire som bør udbygges. Du er velkommen til at hjælpe Wikipedia ved at udvide den. |

56°8′9.54″N 8°57′25.01″Ø / 56.1359833°N 8.9569472°Ø